# Up (musikalbum av Peter Gabriel)
Up är ett musikalbum av den brittiska musikern Peter Gabriel, släppt 2002.

## Låtlista
Samtliga låtar är skrivna av Peter Gabriel.
1. Darkness – 6:51
2. Growing Up – 7:33
3. Sky Blue – 6:37
4. No Way Out – 7:53
5. I Grieve – 7:24
6. The Barry Williams Show – 7:16
7. My Head Sounds Like That – 6:29
8. More Than This – 6:02
9. Signal to Noise – 7:36
10. The Drop – 2:59
11. Down To Earth - 5:51

## Medverkande
- Peter Gabriel - sång, orgel, bas, munspel, piano, stråkar, harmonium, keyboard, tom-tom, Mellotron, m m
- Tony Levin - bas
- David Rhodes - gitarr
- Manu Katche - trummor
- The London Session Orchestra - stråkar på "Darkness"
- The Blind Boys of Alabama - sång på "Sky Blue" och "More Than This"
- Melanie Gabriel - sång
- Richard Evans - gitarr
- Ged Lynch - trummor
- Rachel Z. - Keyboard

Med flera